# Eleonore van Solms-Hohensolms-Lich

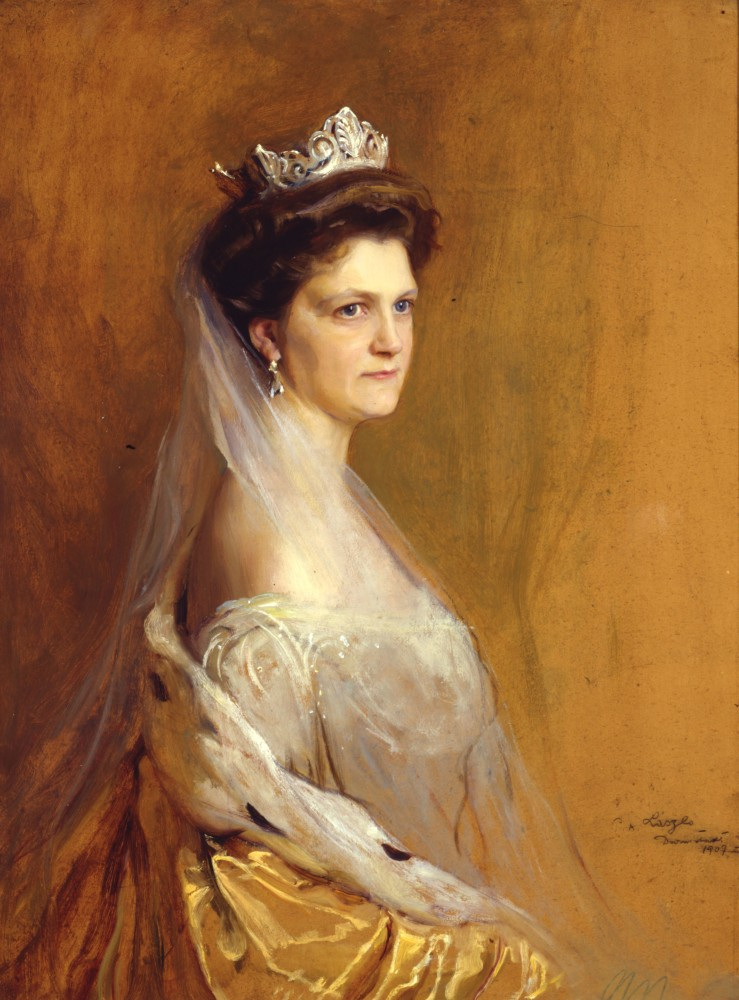
Groothertogin Eleonore van Hessen en aan de Rijn

Eleonore van Solms-Hohensolms-Lich (Lich, 17 september 1871 – Oostende, 16 november 1937) was een prinses uit het gemediatiseerde graafschap Solms-Lich.
Zij was het vierde kind en de tweede dochter van Herman van Solms-Hohensolms-Lich en Agnes van Stolberg-Wernigerode. Zij trouwde in 1905 met Ernst Lodewijk van Hessen-Darmstadt, die een paar jaar daarvoor gescheiden was van Victoria Melita van Saksen-Coburg en Gotha. Het paar kreeg de volgende kinderen:
- George Donatus (1906-1937)
- Lodewijk (1908-1968)

In oktober 1937 overleed haar man. Even daarna vertrok de groothertogin-weduwe met haar zoon George Donatus en twee kleinzoons met een Sabenavlucht vanuit Keulen naar Londen. Daar zou het huwelijk plaatsvinden van haar jongste zoon. Het vliegtuig, dat een tussenlanding zou maken in Brussel, stortte ten gevolge van het slechte weer, bij Oostende neer. Alle inzittenden kwamen om.